# Шванхайде
Шванхайде (нем. Schwanheide) — община в Германии, в земле Мекленбург-Передняя Померания.
Входит в состав района Людвигслуст. Подчиняется управлению Бойценбург-Ланд. Население составляет 730 человек (на 31 декабря 2010 года). Занимает площадь 26,51 км².
Коммуна подразделяется на 3 сельских округа.